# Райно Божанов
Райно Божанов е български опълченец.

## Биография
Райно Божанов е роден през 1849 година в габровската махала Стоевци. В навечерието на Руско-турската война работи в Румъния и там се записва като доброволец в сформиращото се българско опълчение.
Според мемориалния албум от 1928 година „Спомен от Освободителната руско-турска война през 1877 – 1878 година“ Божанов е бил разпределен в Четвърта дружина под командването на майор Пьотър Редкин, но според други биографични сведения е бил в състава на Трета дружина под командването на подполковник Павел Калитин. Когато при битката при Стара Загора Калитин загива в защита на Самарското знаме, Райно Божанов е запазил барабанния му револвер и дълго след това го пази като реликва, за да бъде впоследствие предаден на съхранение в Историческия музей в Севлиево.
Божанов участва и в тежките Шипченски сражения от август 1877 г. През ноември 1877 година, след сериозни измръзвания на крайниците, получени на бойното поле, Божанов е откаран на лечение в Санкт Петербург. Уволнява се на 23 юни 1878 година.
При завръщането си в България след Освобождението се установява първо за година в свищовското село Божурлук, но после се прибира в родния си севлиевски край и до края на живота си остава в село Дерелии (днес Горна Росица).
Почива на 8 февруари 1929 година.

## Признание
С Решение №218 от 24.09.2020 година Общински съвет – Габрово обявява за почетни граждани на града останалите живи към 1923 г. 40 габровски опълченци и Добри Цонев от търновското село Куцина (от състава на Първа дружина).  Така в списъка с почетни граждани на Габрово Райно Божанов е под № 629.
Улица в село Горна Росица е кръстена на опълченеца.